# كارل هوارد
كارل هوارد (بالإنجليزية: Carl Howard)‏ هو لاعب كرة قدم أمريكية أمريكي، ولد في 20 سبتمبر 1961 في نيوآرك في الولايات المتحدة.

## وصلات خارجية
- كارل هوارد على موقع مرجع كرة القدم المحترفة.كوم (الإنجليزية)